# Charles Jewtraw
Charles Jewtraw, född 5 maj 1900 i Clinton County New York och död 26 januari 1996 i Palm Beach Florida, var en amerikansk hastighetsåkare på skridskor. Han vann OS-guld i Chamonix 1924 på 500 m. Han deltog även på 1500 m (8:de plats) och på 5000 m (13:de plats) under samma OS.

### Fotnoter
1. ↑  ”Winter Olympic hero dies” (på engelska). BBC. 22 januari 2002. http://news.bbc.co.uk/winterolympics2002/hi/english/skating/newsid_1776000/1776146.stm. Läst 21 april 2018.
2. ↑  ”Sochi 2014: A beginner's guide to the speed skating events” (på engelska). BBC. 21 januari 2014. https://www.bbc.com/sport/winter-olympics/25832991. Läst 21 april 2018.
3. ↑  ”How the Winter Games were born” (på engelska). BBC. 16 januari 2002. http://news.bbc.co.uk/winterolympics2002/low/english/front_page/newsid_1628000/1628703.stm. Läst 21 april 2018.